# Þóra Björg Helgadóttir
Þóra Björg Helgadóttir conosciuta anche con il nome inglesizzato Thora Bjorg Helgadottir (Reykjavík, 5 maggio 1981) è una calciatrice islandese, portiere dello Stjarnan.

## Biografia
Þóra è sorella minore di Ásthildur Helgadóttir, ex capitano della squadra nazionale femminile.
Dal 2000 al 2003 ha frequentato la Duke University, negli Stati Uniti, dove ha studiato matematica e storia e giocato nella squadra di calcio universitaria.

## Carriera

### Club
Ha debuttato a 14 anni nella lega nazionale islandese Úrvalsdeild. Ha giocato tra il 1995 e il 2003 con il Breiðablik e con il Knattspyrnufélag Reykjavíkur, vincendo complessivamente otto titoli di campionato di calcio femminile.
Nel 2004 ha trascorso la stagione in Norvegia come sostituta di Bente Nordby presso la squadra del Kolbotn. Nell'agosto del 2007 sostituisce la titolare del Malmö, Caroline Jönsson, a causa di una lesione del legamento crociato anteriore.
Nel 2009 ha giocato per il Kolbotn ed è stata nominata come miglior giocatrice dell'anno nella Toppserien. 
Nel 2010 ha firmato un contratto per tre anni con il Malmö, squadra che ha vinto nel 2010, per la prima volta, il campionato della Damallsvenskan. Þóra è stata nominata, da giocatrice del Malmö, portiere dell'anno nella Damallsvenskan nel 2012 e 2013, dopo aver mantenuto inviolata per 14 partite consecutive la porta del Malmö e aver difatti riconquistato il titolo del campionato dai rivali del Tyresö FF. 
Nella parte autunnale della stagione 2012-2013, è andata in prestito ai Western Sydney Wanderers, nella W-League australiana.. Dopo Norvegia e Belgio, l'Australia è la terza nazione estera in cui gioca la calciatrice islandese.
Dopo il prestito, nel 2013 ritorna a Malmö.
Nel 2016 ha firmato per lo Stjarnan.

### Nazionale
Ha debuttato il 10 maggio 1998 nella nazionale islandese di calcio femminile a 16 anni, giocando in una partita amichevole conclusasi 1 - 0 contro la nazionale statunitense.
All'Europeo di calcio femminile in Finlandia del 2009 ha giocato solo due partite, in quanto l'Islanda è stata eliminata al primo turno.
Registra la sua 100ª presenza in nazionale nella partita dell'Algarve Cup 2014 contro la Norvegia, battuta per 2 - 1.

## Palmarès

### Club
- Campionato svedese: 3

LdB Malmö: 2010, 2011, 2013
- Campionato islandese: 1

Stjarnan: 2016
- Supercoppa svedese: 1

LdB Malmö: 2012